# Pedro Castillo
José Pedro Castillo Terrones (Tacabamba, 19 de outubro de 1969) é um professor, líder sindical e político peruano que serviu como presidente do Peru de 2021 a 2022.
Alcançou proeminência como figura de destaque na greve dos professores de 2017 e concorreu nas eleições como o candidato do partido Peru Livre, partido de esquerda. Ficou em primeiro lugar no primeiro turno e avançou para o segundo turno contra Keiko Fujimori. Em 19 de julho de 2021, foi declarado o presidente eleito do país. Seu governo foi marcado pelo aumento acentuado da crise política no Peru e uma intensificação dos protestos anti-governo.
Em 7 de dezembro de 2022, após Castillo tentar um golpe de Estado, o Congresso aprovou seu impeachment por 101 votos a favor, 6 contrários e 10 abstenções.

## Juventude e educação
Castillo nasceu na empobrecida família de dois camponeses analfabetos na cidade de Puña, Tacabamba, Província de Chota, Departamento de Cajamarca. Cajamarca, apesar de ser a localização da maior mina de ouro da América do Sul, é uma das regiões mais pobres do Peru. É o terceiro de nove filhos na família dos seus pais.
O seu pai Ireño Castillo nasceu numa fazenda pertencente a uma família proprietária de terras, realizando trabalhos penosos para a família, incluindo casos de transporte do proprietário através das suas terras para manter as suas botas limpas. A família alugou terras aos proprietários até que o General Juan Velasco Alvarado tomou o poder e redistribuiu propriedades dos proprietários aos camponeses, tendo Ireño recebido um lote de terra em que tinha estado a trabalhar.

Durante a sua infância, Castillo teve muitas vezes de equilibrar a sua escolaridade com o trabalho agrícola em casa. Completou os seus estudos primários e secundários no Instituto Pedagógico Superior Octavio Matta Contreras de Cutervo. A caminhada diária de Castillo de e para a escola envolvia caminhar ao longo de íngremes caminhos escarpados durante duas horas, usando um poncho de lã de carneiro e chapéu de palha de chotano.

Foi um grande feito para mim terminar o liceu, o que fiz graças à ajuda dos meus pais e dos meus irmãos e irmãs. Continuei a minha educação, fazendo o que pude para ganhar a vida. Trabalhei nos campos de café. Vim para Lima para vender jornais. Vendi gelados. Limpava casas-de-banho em hotéis. Vi a dura realidade para os trabalhadores do campo e da cidade.

—Pedro Castillo
Como adolescente e jovem adulto, Castillo viajou por todo o Peru para ganhar fundos para os seus estudos. A partir dos doze anos, ele e o seu pai andavam 140 km durante dois a três dias para trabalhar durante alguns meses nas plantações de café da região amazónica do Peru. Com a sua irmã, Castillo viajou pela Amazónia para trabalhar com plantações de arroz e vender gelados de modo a pagar os estudos. Em Lima, vendeu jornais e limpou quartos de hotel. Obteve um bacharelato em educação e um mestrado em Psicologia da Educação pela Universidade César Vallejo.
Durante o conflito interno no Peru que começou na década de 1980, Castillo trabalhou na sua juventude como patrulheiro da Ronda Campesina para se defender contra o Sendero Luminoso. Um antigo aluno de Castillo, Nilver Herrera, seguiu-o aderindo à Ronda Campesina, dizendo que Castillo "estava sempre a tentar ajudar as pessoas, [...] Se tivéssemos de construir uma estrada, ele estava lá, se tivéssemos de fazer alguma tarefa ou recado, ele estava lá, e se tivéssemos de ajudar uma pessoa doente que não tivesse dinheiro, ele estava lá". Segundo Farid Kahhat, um professor peruano de relações internacionais entrevistado pela Jacobin, estes grupos incluíam alguns com crenças de esquerda, e combateram o terrorismo do Sendero em áreas rurais fora do alcance do governo peruano.
Desde 1995, Castillo trabalhou como professor da escola primária e diretor na Escola 10465 na cidade de Puña, Chota, onde era responsável pela cozinha, limpeza e ensino para os alunos na sua sala de aula. De acordo com Castillo, a comunidade construiu a escola após não receber nenhuma ajuda do governo. A carreira de Castillo no ensino envolvia receber baixos salários, sendo o estatuto profissional do seu trabalho altamente respeitado e influente nas regiões rurais do Peru, promovendo Castillo a envolver-se com os sindicatos de professores.

## Ativismo

### Greve dos professores
Após ler um artigo noticioso que o Peru tinha registado um grande crescimento económico devido à riqueza mineral da nação, Castillo observou como os seus alunos chegaram à escola com fome e não obtiveram nenhum benefício da economia, inspirando-o a mudar a situação do Peru. Castillo tornou-se líder sindical dos professores durante a greve de 2017, que procurou aumentar os salários, pagar a dívida social, revogar a Lei da Carreira de Professor Público, e aumentar o orçamento do sector da educação. As greves espalharam-se por várias partes do sul peruano e, devido ao seu prolongamento, foram convocados a Ministra da Educação Marilú Martens, o Primeiro-Ministro Fernando Zavala, os 25 governadores regionais, e a Direção Regional de Lima. Apesar de se ter chegado a um acordo, os professores permaneceram em greve.
O Presidente Pedro Pablo Kuczynski ofereceu-se como mediador, convidando os delegados dos professores a encontrar-se com ele no Palácio do Governo para chegar a uma solução; apenas os líderes do CEN foram recebidos, juntamente com os líderes de Cuzco, mas não os representantes das bases lideradas por Castillo. Devido a isto, a greve agravou-se, com a chegada dos professores de todas as regiões a Lima, realizando marchas e comícios na capital. Keiko Fujimori e os seus apoiantes fujimoristas – opositores da administração Kuczynski – ajudaram Castillo na greve, num esforço para desestabilizar o governo do presidente.
A 24 de agosto de 2017, apesar de alguns professores ainda estarem em greve, o governo emitiu um decreto supremo que oficializou os benefícios acordados nas negociações. O governo emitiu um aviso de que se os professores não regressassem às salas de aula a partir de 28 de agosto, o Ministério da Educação procederia à contratação de novos professores.
Castillo anunciou a suspensão da greve a 2 de setembro de 2017, mas esclareceu que se trataria apenas de uma suspensão temporária.

## Carreira política
Em 2002, Castillo concorreu sem sucesso à presidência da câmara de Anguía com o partido de centro-esquerda Peru Possível de Alejandro Toledo. Serviu como membro principal do partido em Cajamarca desde 2005 até à dissolução do partido em 2017, na sequência dos seus maus resultados nas eleições gerais de 2016. Na sequência da sua liderança durante a greve dos professores, numerosos partidos políticos no Peru abordaram Castillo para o promoverem como candidato ao Congresso, embora ele se tenha recusado e, em vez disso, tenha decidido candidatar-se à presidência após ter sido encorajado pelos sindicatos.

### Eleições presidenciais de 2021

#### Primeira volta
Durante a pandemia de COVID-19 no Peru, Castillo tentou continuar a ensinar os seus alunos através dos lockdowns. A sua comunidade empobrecida, contudo, não tinha as capacidades; quase nenhum dos seus alunos tinha acesso a um telemóvel, e os tablets educativos prometidos pelo governo nunca chegaram. Após ter contacto com as lutas que os seus alunos enfrentaram ao longo dos seus mais de vinte e cinco anos de ensino, Castillo foi inspirado a entrar como candidato nas eleições presidenciais.
Em outubro de 2020, ele anunciou a sua candidatura presidencial nas eleições gerais de 2021 com o Peru Livre. Foi formalmente nomeado a 6 de dezembro de 2020, confirmando o seu bilhete, que inclui a advogada Dina Boluarte e o ex-governador de Junín, Vladimir Cerrón. Cerrón foi mais tarde desqualificado pelo Júri Nacional de Eleições por estar a cumprir uma pena de prisão por corrupção desde 2019.
Durante a sua campanha, Castillo disse que perdoaria o nacionalista étnico Antauro Humala, etnocacerista e irmão do ex-presidente Ollanta Humala, que foi condenado a dezanove anos de prisão após liderar a captura de uma esquadra de polícia em Andahuaylas que resultou na morte de quatro policiais e um pistoleiro. Ao concluir a sua primeira campanha antes da primeira volta das eleições primárias, Castillo realizou um comício de campanha no Centro Histórico de Lima, começando com um comício na Plaza San Martín, liderando uma marcha a cavalo até à Plaza Dos de Mayo, onde centenas de apoiantes se reuniram. No evento, disse aos participantes que se fosse eleito, os cidadãos supervisionariam as suas políticas, que apenas receberia o salário de um professor e que procuraria reduzir para metade o salário do congresso e dos ministros.
Ao longo de toda a campanha, ele subiu durante as últimas semanas da campanha e no dia da eleição, Castillo conseguiu 18% dos votos na primeira volta, colocando-o no primeiro lugar de um campo de candidatos apinhado. O seu sucesso foi atribuído ao facto de se concentrar na grande diferença de padrões de vida entre Lima e o Peru rural, construindo apoio nas províncias rurais. Enfrentaria então a candidata do segundo lugar, Keiko Fujimori, na segunda volta de votação para selecionar o próximo presidente peruano. Fujimori terminara anteriormente em segundo lugar nas eleições gerais de 2011 e de 2016.

#### Segunda volta
Aproximando-se da segunda volta das eleições presidenciais, a Associated Press disse que se Castillo se tornasse presidente, seria pouco provável que as suas propostas políticas fossem promulgadas, dado que o recém-eleito Congresso do Peru é constituído por partidos opositores, tendo o seu partido apenas mais de 37 dos 130 lugares no congresso. O The Economist partilhou ideias semelhantes, escrevendo que, devido às grandes divisões dos partidos no congresso, quem for eleito para a presidência deveria ser fraco devido à fratura do congresso.
Após a sua vitória na primeira volta, Castillo apelou ao diálogo com outras forças políticas peruanas, incluindo sindicatos e Ronda Campesinas, de modo a alcançar um acordo político, embora tenha excluído a elaboração de um roteiro semelhante ao de Ollanta Humala durante as eleições gerais de 2016. Estabeleceu uma aliança política com a antiga candidata presidencial de esquerda Verónika Mendoza em maio de 2021, ganhando o seu apoio para a sua campanha.

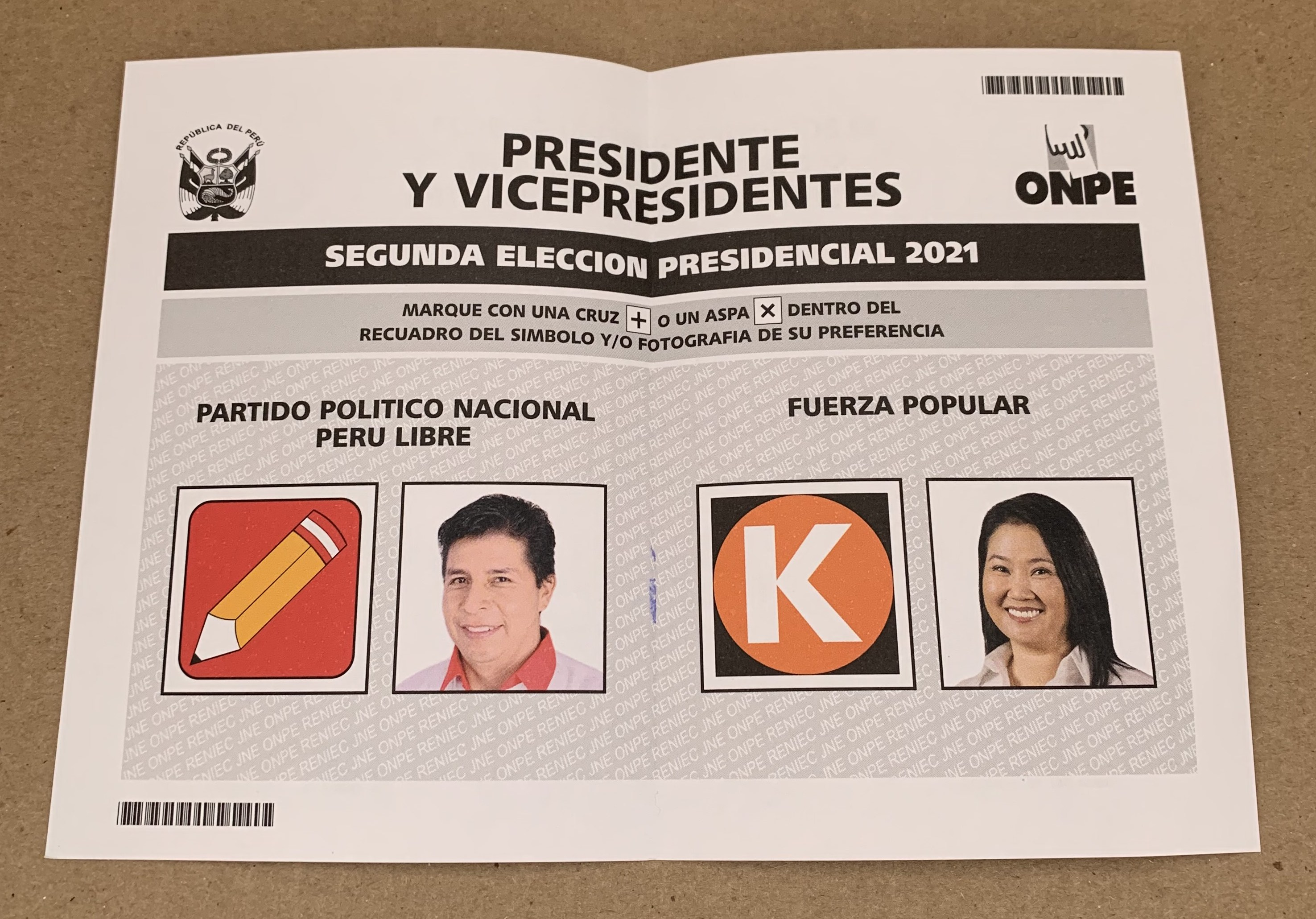
Boletim de voto para a segunda volta entre Castillo e Fujimori

Durante uma visita à Mesa Redonda no distrito de Lima, Castillo foi vaiado por comerciantes peruanos e venezuelanos, com insultos referindo-se a ele como Nicolás Maduro, presidente da Venezuela. Dias mais tarde, uma situação semelhante aconteceria na cidade de Trujillo. Durante a campanha, o Peru Livre denunciou que Castillo recebeu ameaças de morte anónimas. Além disso, o empresário e candidato em terceiro lugar Rafael López Aliaga emitiu ameaças de morte no final de uma manifestação contra a candidatura de Castillo, gritando: "Morte ao comunismo! Morte a Cerrón! Morte a Castillo!".
A 18 de maio, Castillo apresentou no distrito de Lima de Puente Piedra a equipa técnica para a coordenação do seu possível governo, entre os quais se encontram os advogados Dina Boluarte (candidata à vice-presidência), Ricardo López Risso e Julián Palacín, a socióloga Anahí Durand, o ex-Congressista Juan Pari, o médico Hernando Cevallos, os economistas Celeste Rosas Muñoz, Andrés Alencastre e Rolando Vela, os físicos nucleares Modesto Montoya e Rolando Páucar, a linguista Nila Vigil, o epidemiologista Antonio Quispe, e os professores Carlos Gallardo Gómez, Marco Valera e Juan Raúl Cadillo León, bem como o ex-Procurador Supremo Avelino Guillén. Após visitar os seus laboratórios Farvet em Chincha, Castillo aparentemente confirmou a incorporação à sua equipa técnica do veterinário Manolo Fernández; no entanto, esta informação foi enviada num comunicado de imprensa que negou horas depois em comunicação com o Canal N, declarando na RPP que estava perturbado por uma foto falsa dele ter aparecido durante um comício de Castillo.

#### Reações

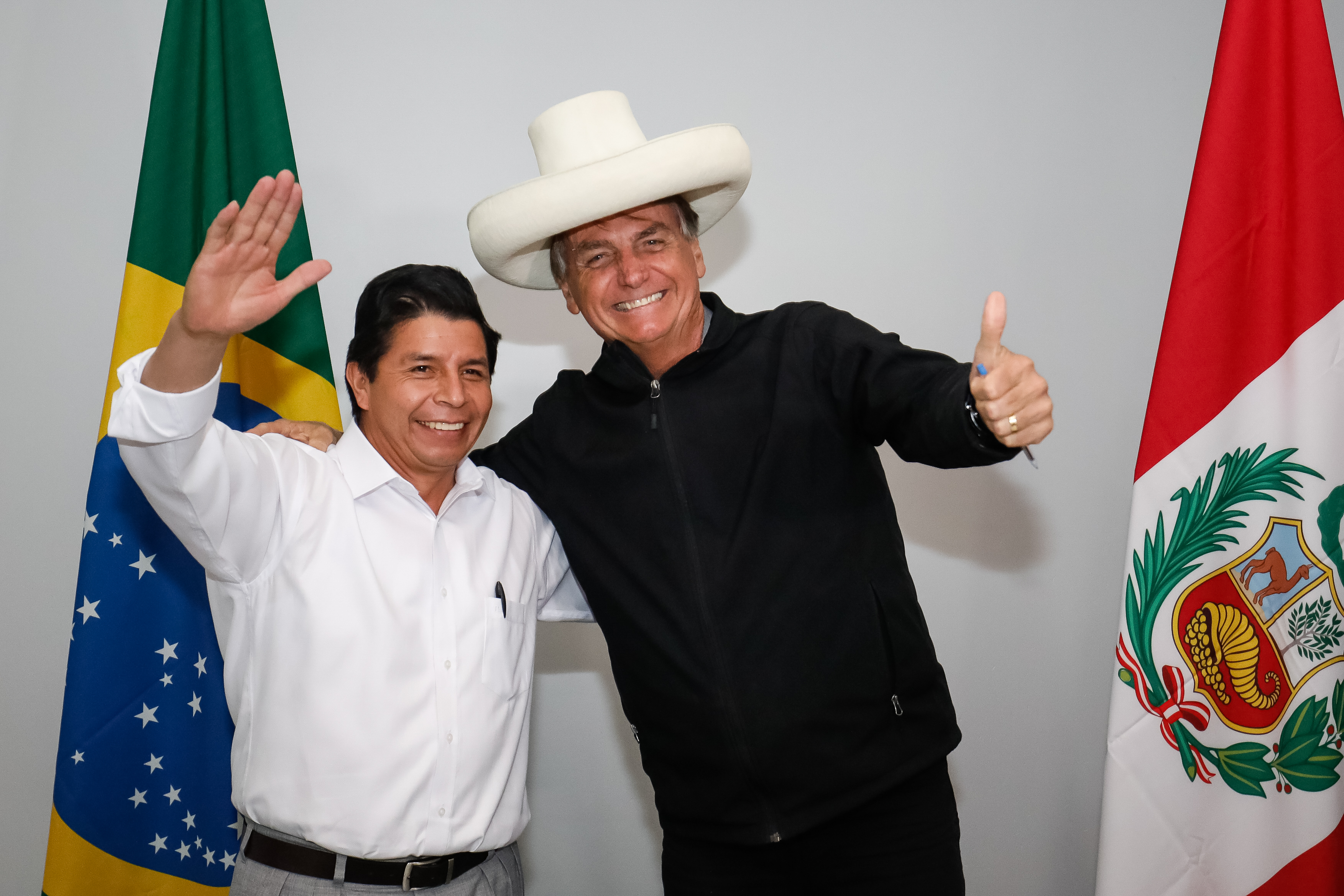
Pedro Castilho e Jair Bolsonaro em 2022

Após o surpreendente sucesso de Castillo na primeira volta das eleições, o Índice Geral da Bolsa de Valores de Lima caiu 3,2% e o valor do sol peruano caiu 1,7%, a sua maior perda desde dezembro de 2017 durante o primeiro processo de impeachment contra Pedro Pablo Kuczynski; na semana anterior à segunda volta das eleições, o sol continuou a registar mínimos históricos em relação ao dólar americano.
Após ter sua vitória confirmada, Castillo foi parabenizado por diversos líderes de países da América do Sul, como o presidente argentino Alberto Fernandez, o colombiano Iván Duque e o boliviano Luis Arce. Ao contrário do que fizeram seus pares sul-americanos, o presidente brasileiro Jair Bolsonaro não se manifestou diretamente em suas redes sociais, se limitando a emitir uma nota através da Secom cumprimentando Castillo e reforçando os laços de amizade e cooperação entre as duas nações. Enquanto o Peru ainda estava em meio à apuração, Bolsonaro chegou a dizer que “perdemos o Peru” em referência à liderança de Castillo na contagem dos votos e seu posicionamento em oposição ao presidente brasileiro. Apesar disso, o então presidente Bolsonaro, receber em Porto Velho o então presidente Pedro Castilho já em fevereiro de 2022, através de um convite feito pelo próprio Bolsonaro.
O ex-presidente brasileiro Lula parabenizou Castillo, para ele, a vitória do candidato da esquerda peruana “representa mais um avanço na luta popular” na América Latina. Segundo o Partido dos Trabalhadores, o povo peruano escolheu "um governo democrático e popular", sendo Castillo "o defensor de um projeto anti-neoliberal e popular, uma visão política de esquerda e progressista, para mudar os rumos do país e colocar as necessidades das pessoas acima das demandas do mercado".
Assim como Lula, o ex-presidente boliviano Evo Morales felicitou Castillo, afirmando que Castillo "ganhou com a nossa proposta" e que tinha falado com ele ao telefone anteriormente. O ex-presidente uruguaio José Mujica também partilhou a aprovação do sucesso de Castillo na primeira volta das eleições, avisando Castillo para "não cair no autoritarismo", enquanto participava com ele numa videochamada ao vivo no Facebook.
A 2 de junho de 2021, o Financial Times sugeriu que o seu estilo de governo seria semelhante ao visto na Bolívia durante o mandato de Evo Morales. O Financial Times também relatou a fuga de capitais dos indivíduos e empresas mais ricos, embora essas alegações não tenham sido imediatamente confirmadas.
Em Outubro de 2021, o website El Foco publicou gravações revelando que líderes da organização patronal Sociedad Nacional de Industrias e líderes políticos tinham planeado várias acções, incluindo a paralisia do sector dos transportes em Novembro de 2021, a fim de desestabilizar o governo e promover a partida do Presidente Pedro Castillo.

### Destituição
No dia 07 de dezembro de 2022, Castillo foi destituído do cargo de Presidente da República do Peru após processo de impeachment aberto em 14 de março do mesmo ano, pelo Congresso do Peru, numa votação cujo resultado foi 101 votos a favor, 6 contrários e 10 abstenções.

## Posições políticas
Lutamos contra o terrorismo e continuaremos a fazê-lo. ... Vamos defender os direitos constitucionais do país, não há chavismo, não há comunismo ...

—Pedro Castillo
Os analistas descreveram Castillo como sendo conservador em aspectos sociais, de esquerda agrária, populista, e socialista. Ele disse que não é comunista e que não é Chavista. Descrito como de extrema-esquerda por múltiplas agências noticiosas internacionais, Castillo distanciou-se do partido Marxista-Leninista Peru Livre que o escolheu como candidato, afirmando que "quem vai governar sou eu" e que não haverá "nenhum comunismo" no Peru sob o seu governo. Farid Kahhat da Pontifícia Universidade Católica do Peru declarou que Castillo tem uma relação limitada com o Peru Livre e separou-se do líder do partido, acrescentando que "é importante lembrar que Castillo é um candidato, mas não um membro do partido. [...] podemos até dizer que ele é mais conservador do que os ideais do Perú Livre sugerem". Ele é frequentemente descrito como "socialmente conservador".
Após vencer a primeira volta das eleições presidenciais, Castillo apresentou as suas ideias de uma forma mais moderada, tentando manter um equilíbrio entre os ideais de esquerda do Peru Livre e o consenso dos peruanos. O The Economist escreveu que Castillo "combina retórica radical com pragmatismo", observando que trabalhou tanto com grupos de esquerda como de direita, incluindo a Força Popular de Keiko Fujimori, durante a greve dos professores de 2017. Ao mesmo tempo que promove valores de esquerda sobre as despesas governamentais e a política externa, tende mais à direita em questões sociais, expressando diretamente oposição à "legalização do aborto, casamento entre pessoas do mesmo sexo, ou eutanásia" e à "abordagem da igualdade de género" na educação.
Em 30 de junho de 2022, Castillo deixou o Peru Livre, ficando sem partido.

### Doméstica

#### Economia

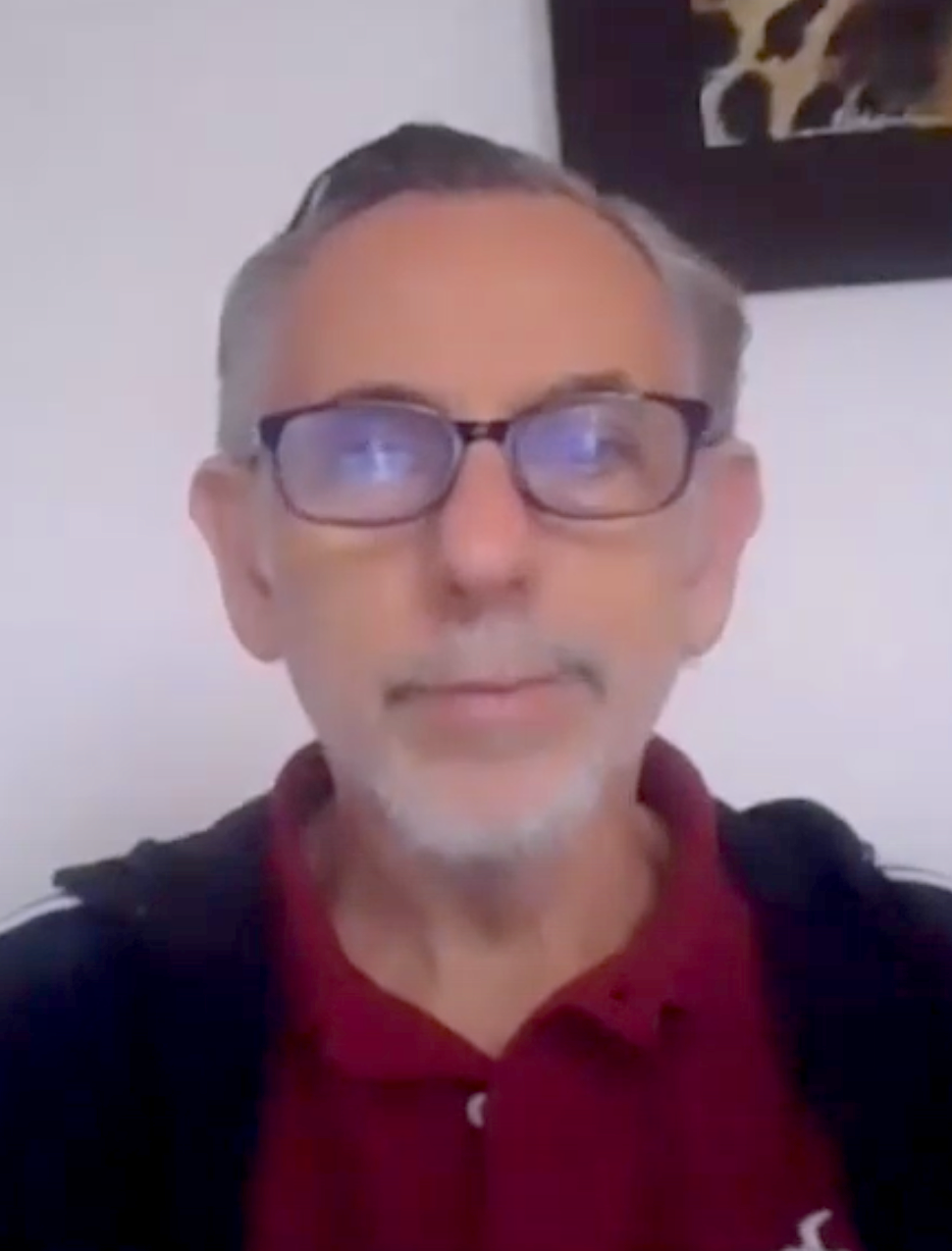
O principal assessor econômico de Castillo, Pedro Francke, ex-economista do Banco Mundial e Banco Central de Reserva do Peru

De acordo com Kahhat, a política económica de Castillo foi criada em colaboração com Verónika Mendoza, utilizando economistas do Novo Peru que têm uma história estabelecida de ocupação de cargos públicos. O seu principal conselheiro económico é Pedro Francke, um antigo economista do Banco Mundial e do Banco Central de Reserva do Peru, que ajudou Castillo a moderar as suas políticas. Castillo exprimiu o seu interesse em fazer o Peru avançar mais para uma economia mista.
Se eleito, Castillo prometeu num discurso dirigido a empresas estrangeiras que não nacionalizaria empresas no Peru, dizendo que aqueles que procuravam a nacionalização da indústria dentro do seu partido faziam parte da extrema-esquerda. Algumas das suas principais propostas económicas são regular "monopólios e oligopólios", de modo a estabelecer uma economia mista e renegociar as isenções fiscais com as grandes empresas. Castillo fez declarações apoiando o aumento da regulamentação, criticando diretamente as empresas chilenas Saga Falabella e LATAM Airlines Group. Citando o facto de a LATAM dever ao Peru quase mil milhões de dólares, a Castillo apelou a uma companhia aérea nacional estatal. Numa entrevista com a CNN, afirmou que, se fosse eleito, iria realizar discussões com empresas para garantir "que 70% dos lucros devem permanecer no país e que estas aceitem 30%, não o contrário, como acontece atualmente". Kahhat explicou que Castillo propôs a tributação dos lucros inesperados, tendo o professor descrito tais lucros como "o produto de bons preços internacionais e não o mérito da própria empresa", sendo tais políticas semelhantes às decretadas pelo Presidente dos Estados Unidos Jimmy Carter.
Outra proposta principal para Castillo é um aumento dos orçamentos da educação e da saúde equivalente a pelo menos dez por cento do Produto Interno Bruto (PIB) do Peru. Recebeu críticas por não esclarecer como estas políticas seriam financiadas, devido ao facto de o orçamento atual ao todo do governo peruano ser já de catorze por cento do PIB do país. Castillo acredita que o acesso à Internet deveria ser um direito para todos os peruanos. Ele propôs um ministério de ciência e tecnologia que seria imediatamente encarregado de combater a pandemia da COVID-19 no Peru.
Relativamente à exploração mineira no Peru, Castillo disse que apoia a extração de minerais em todo o Peru "onde a natureza e a população o permitam" e que dá boas vindas aos investimentos internacionais relativos a estes projetos. Para a reforma agrária, Castillo propôs tornar o Peru menos dependente da importação de bens agrícolas e incentivar a utilização de produtos alimentares locais em vez de promover a produção de bens exclusivamente para exportação.
Em Novembro de 2021, anunciou um aumento do salário mínimo de 930 para 1 000 sols ($ 223 para $ 250), a venda do avião presidencial adquirido em 1995, e uma proibição de viajar em primeira classe para todos os funcionários públicos.

#### Governança
Uma proposta principal de Castillo é eleger uma Assembleia Constituinte para substituir a constituição herdada do regime de Alberto Fujimori, com Castillo a dizer "serve para defender a corrupção à escala macro". Castillo disse que, nos seus esforços para reescrever a constituição peruana, respeitaria o Estado de direito, utilizando os processos constitucionais existentes e exigiria um referendo constitucional para determinar se uma assembleia constituinte deveria ou não ser formada; para realizar um referendo, Castillo exigiria um voto maioritário do congresso, o que é improvável e limita as suas hipóteses de alterar a constituição. Todas as reformas propostas teriam também de ser aprovadas pelo congresso.
Num evento chamado "Proclamação Cidadã — Juramento pela Democracia", Castillo assinou um acordo jurando respeitar a democracia, declarando "[j]uro de todo o coração, juro de todo o coração, que respeitarei a verdadeira democracia e a igualdade de direitos e oportunidades do povo peruano, sem qualquer discriminação e favoritismo". Castillo também prometeu no evento respeitar o limite do mandato presidencial de um mandato de cinco anos, dizendo que, se eleito, não ajustaria os mecanismos para prolongar o período presidencial e deixaria o cargo a 28 de julho de 2026. Outras declarações de Castillo incluíram o respeito pela separação de poderes nos órgãos governamentais do Peru e o reconhecimento da autonomia das entidades constitucionais.

#### Social
As políticas sociais propostas pela Castillo incluem a criação de grupos paramilitares e a militarização da juventude peruana de modo a promover uma experiência revolucionária, apelando aos cidadãos para que se armem a fim de proporcionar justiça através da "administração socialista". Apelou ao Peru para que abandone a Convenção Americana sobre Direitos Humanos e restabeleça a pena de morte no país. Castillo apelou também a uma regulamentação mais rigorosa sobre os meios de comunicação social.
Segundo Castillo, as questões do aborto e dos direitos LGBT no Peru "não são uma prioridade". A sua proposta "mulher socialista" foi descrita como "uma visão profundamente patriarcal e de género-normativa da sociedade disfarçada sob uma linguagem aparentemente libertadora" por Javier Puente, professor assistente de Estudos Latino-Americanos no Smith College, enquanto o resto do seu programa não incluía quaisquer políticas relativas a grupos LGBT, populações vulneráveis no Peru.

### Internacional
Castillo defendeu o governo de Nicolás Maduro na Venezuela, descrevendo-o como "um governo democrático", e o seu partido Peru Livre partilhou elogios a Fidel Castro e Hugo Chávez.
Após ganhar a primeira volta das eleições presidenciais, Castillo declarou em relação à Venezuela que "[a]qui não há Chavismo", dizendo do Presidente Maduro que "se há algo que ele tem a dizer em relação ao Peru, que ele resolva primeiro os seus problemas internos". Ele também apelou a Maduro para levar os refugiados venezuelanos de volta ao seu país natal, dizendo que os venezuelanos chegaram ao Peru "para cometerem crimes". Castillo descreveu a crise dos refugiados venezuelanos como uma questão de "tráfico humano", e disse que daria aos venezuelanos que cometessem crimes setenta e duas horas para deixarem o Peru.

## Controvérsias

### Alegadas ligações ao MOVADEF
Quando se sai para pedir direitos, eles dizem que se é terrorista, [...] Eu conheço o país e eles não me conseguirão calar, [...] Os terroristas são a fome e a miséria, o abandono, a desigualdade, a injustiça.

—Pedro Castillo
Durante os intensos períodos de conflito interno no Peru nos anos 80 e 90, o governo, os militares e os meios de comunicação social no Peru descreveram qualquer indivíduo de esquerda como sendo uma ameaça para a nação, com muitos estudantes, professores, membros de sindicatos e camponeses a serem presos ou mortos pelas suas crenças políticas. Tais sentimentos continuaram durante décadas até às eleições de 2021, com a elite do Peru e organizações dos média a colaborarem com a campanha de Fujimori, apelando ao medo quando discutem sobre Castillo, associando-o a grupos comunistas armados.
Em 2017, a participação de Castillo na greve dos professores foi criticada pelo Ministro do Interior Carlos Basombrío Iglesias, que declarou que Castillo estava envolvido com MOVADEF, um grupo composto por antigos membros do Sendero Luminoso. Castillo negou estar envolvido com o MOVADEF, ou a fação sindical de professores mais militante CONARE, afirmando: "[t]enho a minha identificação em mãos [...] aqui neste lugar, neste ensino não há espaço para essas fações", e que se houvesse algum professor ligado ao MOVADEF nas escolas, o Ministério da Educação era responsável porque contratou os professores. As alegações que associam Castillo a tais grupos foram refutadas pelo próprio Castillo e pelos principais meios de comunicação social, tendo o The Guardian descrito as ligações ao Sendero Luminoso como "incorretas", enquanto a Associated Press afirmou que as alegações dos meios de comunicação social peruanos de ligações ao Sendero Luminoso "não eram fundamentadas". O The Economist observou que, em simultâneo, Castillo alegadamente trabalhou com grupos ligados ao Sendero Luminoso, estando também em parceria com legisladores da Força Popular, o partido de Keiko Fujimori, na mesma qualidade.
O jornal Peru.21 acusou Castillo de estar ligado ao Sendero Luminoso, publicando documentos supostamente para confirmar a relação de Castillo com o movimento. O Peru.21 levantou novamente as alegadas ligações de Castillo ao MOVADEF devido à sua participação em reuniões virtuais com a liderança da organização durante a pandemia de COVID-19 no Peru. Hamer Villena Zúñiga, líder da União Unida dos Trabalhadores na Educação do Peru (SUTEP), declarou posteriormente que "a irmã de Pedro Castillo pertence ao MOVADEF", referindo-se a María Doraliza Castillo Terrones.

### Queixa perante o Ministério Público
Segundo os Registos Públicos, Castillo fundou uma empresa chamada Consorcio Chotano de Inversionistas Emprendedores JOP S.A.C., que não indicou no seu currículo apresentado à JNE. Yeni Vilcatoma, uma ex-congressista do partido Fujimorista Força Popular, apresentou uma queixa ao Ministério Público por falsas declarações no processo administrativo, falsidade genérica, e falsidade ideológica, para a qual o Ministério Público abriu uma investigação preliminar, Dentro da campanha de contexto da segunda volta, Keiko Fujimori distanciou-se de Vilcatoma e denunciou a sua afirmação: "[e]u gosto de ganhar competições políticas no terreno". Antes da queixa, Castillo assegurou que não fez a lista da empresa porque não se lembrava, pois nunca tinha chegado a operar. Isto foi tornado público após a queixa feita pelo jornalista e colunista Alfredo Vignolo, que mais tarde denunciou que recebeu ameaças de morte através de redes sociais por apoiantes de Castillo.

### Declarações sobre a Bolívia ter saída para o mar
Em entrevista a CNN en Español, Castillo afirmou que protocolaria um referendo para devolver alguns territórios que possibilitassem à Bolívia ter acesso ao mar. O país e o Paraguai são os únicos da América do Sul sem litoral oceânico. Todavia, a declaração foi considerada por parlamentares como um atentado contra a pátria e a segurança interna do país, e protocolaram por 11 a 10 um processo de investigação que pode gerar um quarto processo de impeachment contra ele.

### Tentativa de golpe de Estado
Em 07 de dezembro de 2022, o presidente tentou dar um golpe de Estado ao decretar a dissolução do parlamento peruano, em retaliação a mais um processo de impeachment protocolado contra ele pelo parlamento após escândalos de corrupção virem a tona durante o seu governo.
Cerca de duas horas depois de Castillo ter decretado a dissolução do parlamento, o Congresso votou o seu impeachment por "incapacidade moral", com a votação tendo o placar de 101 votos a favor, 6 contra e 10 abstenções. Os deputados da oposição acusaram o presidente de "golpe de estado" e "violação da Constituição". No mesmo dia 07 de dezembro, Pedro foi preso em razão de sua frustrada tentativa de golpe.

## Vida pessoal
Castillo é casado com Lilia Paredes, uma professora, e têm dois filhos juntos. É católico, enquanto a sua esposa e filhos são evangélicos. A sua família vive numa casa de nove quartos no distrito de Chugur, cuidando de uma quinta com vacas, porcos, milho e batata-doce. Castillo usa frequentemente um chapéu de palha chamado chotano, um poncho, e sandálias construídas a partir de pneus velhos.